# پلئیوسپیلوس
پلِئیوسپیلوس سرده‌ای از گیاهان آب‌دار آفریقای جنوبی است که به خانواده علف‌فرشیان تعلق دارد.
نام این گیاه از کلمه یونانی «pleios» (زیاد) و «spìlos» (نقطه) تشکیل شده‌است.
پلِئیوسپیلوس، به نام‌های گیاه سنگ و بوته سنگ (به دلیل ظاهر سنگ‌ماننداش) نیز شناخته می‌شود.